# Fantastika
Fantastika je oblik umjetničkog izražavanja u prvom redu književnosti i slikarstva, za kojeg su značajni elementi natprirodnog i izmišljenog. Ovim postupcima stvara se dojam začudnosti i očaranja kod čitatelja i gledatelja.  Uz umjetničko stvaralaštvo elemente fantastičnog nalazimo i u predajama i mitovima starih naroda. U fantastiku ubrajamo sva opisivanja i zbivanja koja u stvarnom svijetu nisu moguća; likovi koje fantastika opisuje strani su svakodnevnoj razumskoj zbilji. Fantastika koja uključuje avangardne opise razvijene tehnologije i tehnike, te opise moguće budućnosti naziva se znanstvena fantastika. Fantastični izmaštani svjetovi gdjekada uključuju povijesna zbivanja i likove, te je radnja smještena uglavnom u prošlosti, dok se radnja znanstvene fantastike uglavnom zbiva u budućnosti. Žanr fantastike također je prisutan je i u filmskim i stripovskim ostvarenjima.

## Najpoznatiji autori fantastike

### Strani autori
- John Ronald Reuel Tolkien - Hobit, Gospodar prstenova, Silmarilion
- Roger Zelazny - Amberske kronike, Donesite mi glavu dražesnog princa, ... i zovem se Konrad, Gospodar svjetlosti
- Stephen Donaldson - kronike o Thomasu Covenantu
- Lewis Carroll (pseudonim Charlesa Lutwidgea Dodgsona) - Alisa u zemlji čudesa
- Gene Wolfe - serija o Dugom Suncu (Noćna strana Dugog sunca, Jezero Dugog sunca, Calde Dugog sunca', Egzodus s Dugog sunca)
- Terry Pratchet - serija o svijetu Diska
- J.K. Rowling - serija o Harryju Potteru
- Robert Asprin - Još jedan krasan mit, Mitovi i korupcija, Nove Mitkoncepcije
- George R. R. Martin - Pjesma sudnjeg dana, Pjesma leda i vatre
- Joan D. Vinge - Zimska kraljica - I, Ljetna kraljica - II
- Guy Gavriel Kay - Fionavarska tapiserija (tri dijela), Tigana, Lavovi Al-Rassana, Sarantinski mozaik (Odjedriti u Sarant i Gospodar careva), Pjesma za Arbonnu, Ysabel, Posljednja svjetlost sunca
- R. A. Salvatore - Trilogija o Tamnom vilenjaku (Zavičaj, Progonstvo, Boravište), Icewind Dale trilogija (Kristalna krhotina, Srebrne rijeke, Polutanov dragulj)
- Eoin Colfer - Artemis Fowl
- Ursula K. Le Guin - Zemljomore (Zemlja zmajeva), Pričanje, Lijeva ruka tame, Svijet se kaže šuma
- C. S. Lewis - Narnijske kronike
- Holly Black & Cassandra Clare - Magisterium
- Philip Pullman -  Polarno svjetlo, Tanki bodež, Jantarni dalekozor
- Garth Nix - Sabriel
- Christopher Paolini - tetralogija Naslijeđe, Eragon
- Angie Sage - djela o Septimusu Heapu Magika
- Tad Williams - trilogija Sjećanje, tuga i trn, Rat cvjetova
- Nancy Farmer - Kuća škorpiona, More trolova
- Marion Zimmer Bradley - serija o Darkoveru

### Domaći autori
- Predrag Raos - Brodolom kod Thule I-II, (1979.), Nul effort (1990.), Let Nancija Konratata (2008.)
- Ivan Baran - Ciklus Crnih Knjiga: Enzolart (2014.), Mord Dur'agemski, dio prvi (e-knjiga: 2015., tisak: 2019.), Mord Dur'agemski, dio drugi (e-knjiga: 2016., tisak: 2019.), Tame Hil'guma (2021.)
- Željko Božić - Cvjetovi svjetla (2020.)